# Aramiyah
Aramiyah is een bestuurslaag in het regentschap Aceh Timur van de provincie Atjeh, Indonesië. Aramiyah telt 1257 inwoners (volkstelling 2010).